# Don Annacoura
Don Annacoura (6 maggio 1981) è un ex calciatore seychellese, di ruolo centrocampista.